# Gianmarco Calleri
Gianmarco Calleri (Busalla, 10 gennaio 1942 – Roma, 8 marzo 2023) è stato un imprenditore, dirigente sportivo e calciatore italiano, di ruolo attaccante o centrocampista.

## Carriera

### Calciatore
Gianmarco Calleri è stato in gioventù un calciatore professionista, tant'è che negli anni sessanta ha militato, dopo esser cresciuto nella squadra piemontese del G.S. Bacigalupo, in formazioni come Novara e Simmenthal-Monza, per poi trasferirsi alla Lazio, giocando nella formazione De Martino.
L'esperienza da calciatore biancoceleste si concluse con una sola apparizione in prima squadra, in occasione dell'amichevole contro l'Inter del 27 marzo 1963 e terminata 2-1 per i laziali con gol decisivo proprio del giovane Calleri, che molti anni dopo ne diventerà addirittura presidente.

### Dirigente sportivo
Abbandonata prematuramente la carriera calcistica, complici diversi infortuni, Gianmarco Calleri diviene proprietario, insieme al fratello maggiore Giorgio, di numerose imprese, tra cui la più rappresentativa Mondialpol (gruppo di società operante nel settore vigilanza e trasporti valore), e successivamente torna nel mondo del calcio come presidente di importanti società calcistiche italiane, quali Lazio e Torino.
La prima squadra di cui è stato il massimo dirigente sportivo è stata l'Ivrea nel 1982, per poi passare l'anno successivo all'Alessandria, attuando ricche campagne acquisti nel periodo che va dal 1983 al 1985.
Il 25 luglio 1986, insieme al fratello Giorgio e al finanziere Renato Bocchi (azionista di riferimento fino al 1989), rileva la Lazio dal gruppo finanziario di Franco Chimenti. Gianmarco, che raccolse la carica presidenziale, contribuì a risanare la situazione economica del club biancoceleste per poi iniziare la fase di rilancio in Serie A (oltre ad aver acquistato giocatori come Rubén Sosa, Riedle e Doll, è stato lui a concludere la trattativa che porterà poi a Roma il campione inglese Paul Gascoigne); acquisì anche i terreni sui quali nascerà il nuovo Centro sportivo di Formello. Nel febbraio 1992, con Bocchi ormai defilato, Gianmarco Calleri vende la società al rampante finanziere romano Sergio Cragnotti.
Sparito dalla scena per qualche tempo, Calleri torna nella primavera del 1994, quando acquista il Torino, per poi lasciare nel 1997 quando, per la prima volta nella sua storia, la squadra granata fallisce la promozione in Serie A ed è costretta a disputare nuovamente la Serie B la stagione successiva.
Una volta terminato il periodo torinista, l'imprenditore ligure decise di approdare nel calcio estero, difatti rileva nel 1998 la società svizzera del Bellinzona, rivendendola poi nel 2001.
Dopo aver tentato invano di acquisire il Genoa nel 2003 e provato una nuova scalata alla Lazio nell'estate del 2004, decide di ritirarsi lasciando le sue più importanti attività al figlio Riccardo, ex vicepresidente della Gea World.

### Attore
Nel 1975 Gianmarco Calleri ha recitato (con lo pseudonimo di Marco Reims) nel film Perché si uccidono (La merde) di Mauro Macario, insieme a Maurice Ronet, Leonora Fani e Beba Loncar.

## Morte
Gianmarco Calleri è morto a Roma l'8 marzo 2023, all'età di 81 anni, a causa di problemi cardio-polmonari.

## Filmografia
- Perché si uccidono (La merde), regia di Mauro Macario (1975)